# پتاسیم هگزافلورونیکلات
پتاسیم هگزافلورونیکلات (به انگلیسی: Potassium hexafluoronickelate) با فرمول شیمیایی K۲NiF۶ یک ترکیب شیمیایی است. که جرم مولی آن ۲۵۰٫۸۸ می‌باشد. 